# Чебоксарский агрегатный завод
ОАО «Чебоксарский агрегатный завод» — промышленное предприятие в России, специализирующееся на выпуске запасных частей к автотракторной промышленной и сельскохозяйственной технике. Российский лидер в производстве запасных частей к ходовым системам тракторной техники. Завод расположен в городе Чебоксары, является одним из градообразующих предприятий.

## История
- В 1951 году было принято решение о строительстве завода тракторных запасных частей в Чебоксарах.[3] В 1953 году было начато строительство промышленной базы завода.[3]
- В декабре 1956 года введён в строй действующих[4].
- 16 июля 1959 года первый металл выдала первая вагранка чугунолитейного цеха. До конца года цех выплавил 100 тонн чугуна.[3]
- В 1961 году пущен кузнечно-штамповочный цех.[3]
- В декабре 1964 года в сталелитейном цехе выплавили первую сталь в Чувашской АССР, были получены первые отливки звена гусеницы для трактора ДТ-54.
- В феврале 1969 года работает цех точного стального литья.
- В 1970 году заработал заводской клуб на 600 мест.
- 15 февраля 1971 года "Чебоксарский завод тракторных запчастей" был переименован в «Чебоксарский агрегатный завод».
- В 1973-1974 годах поставки шли уже в 60 стран мира (Европа − 17 государств, Америка — 5 государств, Азия — 21 государство, Африка — 17 государств)[3]
- В декабре 1985 года изготовлены первые гусеницы для трактора Т-500 ЧЗПТ.
- К 1987 году освоен серийный выпуск звена Т-130. В этом же году заводу передано производство гусениц для всех экскаваторов СССР.
- В 1989 году началась сборка и выпуск гусениц для трактора ДЭТ-250 ЧТЗ. Началась поставка гусениц для трактора Т-130 на сборочный конвейер Челябинского тракторного завода.[3]
- 7 июля 1993 года завод перешёл в категорию частной собственности.

## Награды
- В 1981 году завод награждён орденом Трудового Красного Знамени.